# Czerwony Orzeł
Czerwony Orzeł (hiszp. Águila Roja, 2009–2016) – hiszpański serial przygodowy, emitowany od 19 lutego 2009 roku do 27 października 2016 za pośrednictwem kanału telewizyjnego La 1. Opowiadający o Gonzalo de Montalvo, który jako Czerwony Orzeł, poszukuje zabójcy swojej żony, pomagając także mieszkańcom miasta.

## Opis fabuły
Hiszpania około roku 1660, za panowania króla Filipa IV. Nauczyciel Gonzalo de Montalvo (David Janer) pod postacią Czerwonego Orła postanawia pomścić swoją żonę, odnajdując i zabijając sprawcę. Pomaga mu w tym wierny sługa Satur (Javier Gutiérrez) oraz mnich Augustin (Adolfo Fernández).

## Obsada
- David Janer jako Gonzalo de Montalvo / Czerwony Orzeł
- Javier Gutiérrez jako Saturno García / Abdul Salim
- Pepa Aniorte jako Catalina
- Inma Cuesta jako Margarita
- Miryam Gallego jako markiza Lucrecia de Santillana
- Santiago Molero jako Cipriano
- Erika Sanz jako Inés
- Roberto Álamo jako Juan de Calatrava
- Elisa Mouliaá jako Irene
- Guillermo Campra jako Alonso de Montalvo
- Borja Sicilia jako Murillo
- Oscar Casas jako Gabi
- Patrick Criado jako Nuño
- Francis Lorenzo jako Hernán Mejías / Komisarz
- Pepe Quero jako Floro
- Adolfo Fernández jako Agustín
- Marta Aledo jako Estuarda
- Sonia Lazaro jako Matilde Torres

## Emisja międzynarodowa
Serial został sprzedany do ponad 20 krajów, m.in.:
| Państwo           | Kanał               | Tytuł          |
| ----------------- | ------------------- | -------------- |
| Argentyna         | Metro-Goldwyn-Mayer | Águila Roja    |
| Belgia            | La Trois            | Aigle Rouge    |
| Bułgaria          | b tv                | Червения орел  |
| Francja           | Virgin 17           | Aigle Rouge    |
| Kuba              | Tele Rebelde        | Águila Roja    |
| Meksyk            | TVC Networks        | Águila Roja    |
| Peru              | Viva TV             | Águila Roja    |
| Portoryko         | PRTV                | Águila Roja    |
| Serbia            | Happy TV            | Crveni orao    |
| Stany Zjednoczone | V-ME                | Águila Roja    |
| Urugwaj           | Saeta TV Canal 10   | Águila Roja    |
| Polska            | TVN7                | Czerwony orzeł |